# Éric Doucet
Pour les articles homonymes, voir Doucet.
Éric Doucet (né le 27 février 1975 à La Prairie ville de la province de Québec au Canada) est un joueur professionnel canadien de hockey sur glace,.

## Carrière en club
Il commence sa carrière dans la Ligue de hockey junior majeur du Québec en 1994, mais il ne joue qu'un seul match dans la grande ligue junior avec les Cataractes de Shawinigan.
Il fait ses débuts professionnels en France lors de la saison 1997 en deuxième division avec les Ours de Villard-de-Lans. Il ne joue qu'une saison avec les Ours avant de se joindre aux Ducs d'Angers dans la ligue Élite. Encore une fois ce passage ne dure qu'un an, puisqu'à l'été 1999, il signe en Normandie, avec les Dragons de Rouen.
À l'été 2003, il revient au Canada et il signe avec les Dragons de Verdun de la Ligue nord-américaine de hockey. Par la suite, il joue quelques matchs avec le Mission de Sorel-Tracy, avant de retourner avec les Dragons de Rouen au milieu de la saison 2006-2007.
Au terme de la saison 2009-2010, il annonce sa retraite. Il doit alors devenir entraîneur-adjoint avec les Dragons de Rouen. Cependant, n’ayant pas renvoyé certains détails sur sa localisation à l'Agence française de lutte contre le dopage (AFLD), cette commission disciplinaire décide de le suspendre pour une durée de 9 mois. Alors qu’il aurait pu entraîner l'équipe lors des pratiques, il ne pouvait pas être derrière le banc lors des matchs.
Il décide alors de revenir au Canada et le 7 août 2010, il signe un contrat avec les 3L de Rivière-du-Loup dans la Ligue nord-américaine de hockey. Le 16 novembre, il est échangé au GCI de Sorel-Tracy, en retour de Donald Brashear.

### Trophées et honneurs personnels
- Championnat de France
  - En 2001-2002, il remporte le trophée Raymond-Dewas du joueur le plus fair-play de la saison.
  - En 2003, il remporte le trophée Charles-Ramsay, récompensant le meilleur pointeur de la saison. Il termine avec 82 points.
  - En 2009-2010, il est sélectionné dans l'équipe étoile des joueurs étrangers.

## Statistiques
| Saison       | Équipe                    | Ligue        |     | Saison régulière | Saison régulière | Saison régulière | Saison régulière | Saison régulière |    | Séries éliminatoires | Séries éliminatoires | Séries éliminatoires | Séries éliminatoires | Séries éliminatoires |
| Saison       | Équipe                    | Ligue        | PJ  | B                | A                | Pts              | Pun              | PJ               | B  | A                    | Pts                  | Pun                  |                      |                      |
| 1994-1995    | Éperviers de Contrecœur   | LHJAAAQ      | 48  | 60               | 75               | 135              |                  |                  |    |                      |                      |                      |                      |                      |
| 1994-1995    | Cataractes de Shawinigan  | LHJMQ        | 1   | 0                | 0                | 0                | 0                | -                | -  | -                    | -                    | -                    |                      |                      |
| 1997-1998    | Whoopee de Macon          | LCH          | 1   | 0                | 0                | 0                | 0                | -                | -  | -                    | -                    | -                    |                      |                      |
| 1997-1998    | Ours de Villard-de-Lans   | Nationale 1  | 21  | 23               | 20               | 43               | 75               |                  |    |                      |                      |                      |                      |                      |
| 1998-1999    | Ducs d'Angers             | Élite        | 41  | 32               | 26               | 58               | 65               |                  |    |                      |                      |                      |                      |                      |
| 1999-2000    | Dragons de Rouen          | Élite        | 40  | 17               | 29               | 46               | 43               | 8                | 3  | 2                    | 5                    | ?                    |                      |                      |
| 2000-2001    | Dragons de Rouen          | Élite        | ?   | 13               | 26               | 39               | ?                |                  |    |                      |                      |                      |                      |                      |
| 2001-2002    | Dragons de Rouen          | Élite        | 36  | 27               | 29               | 56               | 12               |                  |    |                      |                      |                      |                      |                      |
| 2002-2003    | Dragons de Rouen          | Super 16     | 33  | 38               | 44               | 82               | 10               |                  |    |                      |                      |                      |                      |                      |
| 2003-2004    | Dragons de Verdun         | LHSPQ        | 48  | 39               | 43               | 82               | 16               | 22               | 10 | 9                    | 19                   | 16                   |                      |                      |
| 2004-2005    | Dragons de Rouen          | Ligue Magnus | 17  | 24               | 12               | 36               | 14               | -                | -  | -                    | -                    | -                    |                      |                      |
| 2004-2005    | Dragons de Verdun         | LNAH         | 27  | 14               | 25               | 39               | 30               | 5                | 1  | 5                    | 6                    | 0                    |                      |                      |
| 2005-2006    | Dragons de Verdun         | LNAH         | 55  | 33               | 53               | 86               | 18               | 4                | 2  | 0                    | 2                    | 0                    |                      |                      |
| 2006-2007    | Mission de Sorel-Tracy    | LNAH         | 9   | 6                | 10               | 16               | 2                | -                | -  | -                    | -                    | -                    |                      |                      |
| 2006-2007    | Dragons de Rouen          | Ligue Magnus | 16  | 19               | 16               | 35               | 20               | 8                | 3  | 5                    | 8                    | 8                    |                      |                      |
| 2007-2008    | Dragons de Rouen          | Ligue Magnus | 26  | 26               | 34               | 60               | 12               | 9                | 13 | 9                    | 22                   | 2                    |                      |                      |
| 2008-2009    | Dragons de Rouen          | Ligue Magnus | 26  | 28               | 29               | 57               | 12               | 6                | 2  | 3                    | 5                    | 4                    |                      |                      |
| 2009-2010    | Dragons de Rouen          | Ligue Magnus | 24  | 20               | 24               | 44               | 10               | 11               | 4  | 8                    | 12                   | 2                    |                      |                      |
| 2010-2011    | 3L de Rivière-du-Loup     | LNAH         | 13  | 5                | 7                | 12               | 4                | -                | -  | -                    | -                    | -                    |                      |                      |
| 2010-2011    | GCI de Sorel-Tracy        | LNAH         | 24  | 9                | 17               | 26               | 6                | 4                | 2  | 1                    | 3                    | 2                    |                      |                      |
| 2011-2012    | HC Carvena de Sorel-Tracy | LNAH         | 44  | 30               | 35               | 65               | 16               | -                | -  | -                    | -                    | -                    |                      |                      |
| 2012-2013    | HC Carvena de Sorel-Tracy | LNAH         | 40  | 19               | 25               | 44               | 18               | 14               | 10 | 15                   | 25                   | 4                    |                      |                      |
| 2013-2014    | Éperviers de Sorel-Tracy  | LNAH         | 37  | 15               | 25               | 40               | 20               | 10               | 1  | 7                    | 8                    | 4                    |                      |                      |
| 2014-2015    | Éperviers de Sorel-Tracy  | LNAH         | 36  | 12               | 30               | 42               | 12               | 17               | 2  | 8                    | 10                   | 10                   |                      |                      |
| Totaux Rouen | Totaux Rouen              | Totaux Rouen | 218 | 212              | 243              | 455              | 133              | 42               | 25 | 27                   | 52                   | 16                   |                      |                      |
| Totaux LNAH  | Totaux LNAH               | Totaux LNAH  | 297 | 170              | 240              | 410              | 130              | 59               | 26 | 37                   | 63                   | 26                   |                      |                      |
| Totaux       | Totaux                    | Totaux       | 627 | 497              | 604              | 1101             | 403              | 101              | 51 | 64                   | 115                  | 42                   |                      |                      |